# إركي
إركي هي إحدى القرى اللبنانية من قرى قضاء صيدا في محافظة الجنوب.

## الموقع والجغرافيا
تقع بلديّة اركي في قضاء صيدا أحد أقضية محافظة الجنوب هذه المحافظة هي واحدة من ثمان محافظات يتشكل منها لبنان الإداري.
تبعد اركي حوالي 52 كلم (32.3128 مي) عن بيروت عاصمة لبنان. ترتفع حوالي 345 م (1) (1131.945 قدم - 377.292 يارد) عن سطح البحر وتمتد على مساحة تُقدَّر بـ 416 هكتاراً (4.16 كلم²- 1.60576 مي² (2)).